# Feuerball (Roman)
Feuerball ist der neunte Roman der von Ian Fleming geschriebenen James-Bond-Reihe, dessen englisches Original erstmals am 27. März 1961 unter dem Namen Thunderball in England veröffentlicht wurde.

## Handlung
Im Jahre 1959 wird der 38-jährige James Bond von seinem Vorgesetzten M für ein paar Wochen zu einer Kur geschickt, da dieser nicht mit den Ergebnissen von Bonds letzter medizinischer Untersuchung zufrieden ist. Am Kurort gerät Bond mit Graf Lippe, einem Mitglied einer kriminellen Organisation, aneinander; nachdem ein Mordversuch an ihm gescheitert ist, nimmt Bond Rache und fügt Lippe schwere Verbrennungen zu, indem er ihn in einer Saunakabine einschließt und die Temperatur stark erhöht.
Diese zufällige private Auseinandersetzung wirft die Pläne der kriminellen Organisation SPECTRE durcheinander. Sie will 100 Millionen Pfund von der britischen Regierung erpressen, indem sie zwei Atombomben stiehlt und droht, diese gegen westliche Ziele einzusetzen. Graf Lippe sollte den Erpresserbrief abschicken, was sich durch seinen Krankenhausaufenthalt verzögert.
Schließlich geht SPECTREs Mission aber doch wie geplant vonstatten. Giuseppe Petacchi, ein bestochener NATO-Pilot, tötet den Rest der Besatzung auf einem NATO-Übungsflug und steuert das Flugzeug mit den zwei Atombomben unentdeckt in das Gebiet der Bahamas, indem er den Flugschneisen des kommerziellen Luftverkehrs folgt. Nachdem Petacchi dort erfolgreich eine Landung auf dem Meer durchgeführt hat, lässt SPECTREs stellvertretender Anführer Emilio Largo den Piloten töten und versteckt anschließend die zwei Atombomben unter Wasser in einem Korallenriff.
Nach Verschwinden der Bomben und Eingang des Erpresserbriefes starten die westlichen Geheimdienste die groß angelegte „Operation Feuerball“, um die Atombomben zurückzuerlangen. M ist darüber informiert, dass das amerikanische Verteidigungsfrühwarnsystem einen Hinweis darauf hat, dass ein Flugzeug außerplanmäßig von der transatlantischen Route nach Süden abgedreht hat, in Richtung Bermuda oder Bahamas. Da die Bahamas näher an der US-amerikanischen Küste sind, und damit auch näher an potentiellen Zielen für die Atombombe, beschließt M, Bond solle sich dort umsehen, auch wenn dieser aufgrund der dünnen Beweislage skeptisch ist.
Vor seiner Abreise wird Bond beinahe von Graf Lippe ermordet. Er kann seinem Tod nur entgehen, weil Lippe wegen seiner Unzuverlässigkeit von SPECTRE getötet wird.
Auf den Bahamas trifft sich Bond mit seinem Freund Felix Leiter, der wieder für die CIA arbeitet und Bond im Zuge der Operation Feuerball unterstützen wird. Die beiden machen schnell Largo als ihren Hauptverdächtigen aus, der vorgibt, eine Schatzsuche nach einem versunkenen Schiff zu leiten, auf dem ein Goldschatz zu finden sein soll. Dies würde hervorragend als Coverstory für die Bergung (und den späteren Einsatz) der Atombomben dienen. Um mehr Informationen über Largo zu erlangen, macht sich Bond an dessen Geliebte Domino Vitali heran. In Gesprächen mit ihr erfährt er, dass sie die Schwester von Petacchi ist, der das Flugzeug mit den Atombomben gestohlen hat.
Bond und Leiter sind zunächst skeptisch, ob Largo wirklich etwas mit SPECTRE zu tun hat, aber nachdem Bond bei einer nächtlichen Untersuchung von Largos Schiff – der Disco Volante – beinahe von einer der Wachen getötet wird und Leiter unter Largos Besatzung einen übergelaufenen Atomphysiker erkennt, fordern die beiden Unterstützung in Form des Atom-U-Boots Manta an. Als sie dann auch noch das versteckte Wrack des NATO-Flugzeugs und die Leiche von Dominos Bruder entdecken, sind auch die letzten Zweifel ausgeräumt.
Bond erzählt Domino vom Tod ihres Bruders und weiht sie in den Plan von SPECTRE ein. Da sie bei der Bergung des „Goldschatzes“ (bzw. in Wirklichkeit der Bergung der Atombomben) an Bord der Disco Volante sein soll, gibt er ihr einen getarnten Geigerzähler und bittet sie, ihm ein Signal zu geben, sobald die Bomben an Bord sind.
Da sich die von SPECTRE gesetzte Frist für die Zahlung des Lösegeldes dem Ende zuneigt, begeben sich Bond und Leiter auf die Manta, die inzwischen angekommen ist. Sie machen sich auf, die Disco Volante vor einer Militäreinrichtung in der Nähe abzufangen, welche sie als wahrscheinliches Ziel der ersten Atombombe ausgemacht haben. Das vereinbarte Signal von Domino bleibt allerdings aus, da der Geigerzähler bei ihr entdeckt worden ist. Largo sperrt sie in ihre Kabine ein und foltert sie, um herauszufinden, wer sie beauftragt hat.
Als das SPECTRE-Team die erste Bombe unter Wasser an der Küste vor dem ersten Ziel platzieren will, wird es von den Soldaten der Manta unter Führung von James Bond gestellt. Bei dem resultierenden Kampf kann SPECTREs Plan vereitelt werden, aber Bond wird schwer verwundet und beinahe von Largo getötet. Im letzten Moment taucht aber Domino auf, die aus ihrer Zelle fliehen konnte, und rettet ihm das Leben, indem sie Largo tötet.
Nach erfolgreicher Mission erholen sich Bond und Domino gemeinsam im Krankenhaus. Der eigentliche Drahtzieher und Anführer von SPECTRE – Ernst Stavro Blofeld – konnte allerdings entkommen.

## Ausgaben
- Erstausgabe: 27. März 1961, Jonathan Cape Verlag, Großbritannien
- Erstausgabe: James Bond und die Aktion Feuerball, 1965, Scherz Verlag, Deutschland
- Neuauflage: Sag niemals nie oder Feuerball, 1996, Tosa Verlag, Deutschland
- Neu übersetzte und vollständige Ausgabe: Feuerball, 20. September 2013, Cross Cult Verlag, Deutschland

## Verfilmung
Das Buch wurde bisher zweimal verfilmt: Die erste Verfilmung erschien 1965 unter dem Namen Feuerball und gewann einen Oscar für die besten visuellen Effekte. Die zweite Verfilmung erschien 1983 unter dem Namen Sag niemals nie. In beiden Filmen übernahm Sean Connery die Hauptrolle des James Bond.